# Yoshida Tetsurō

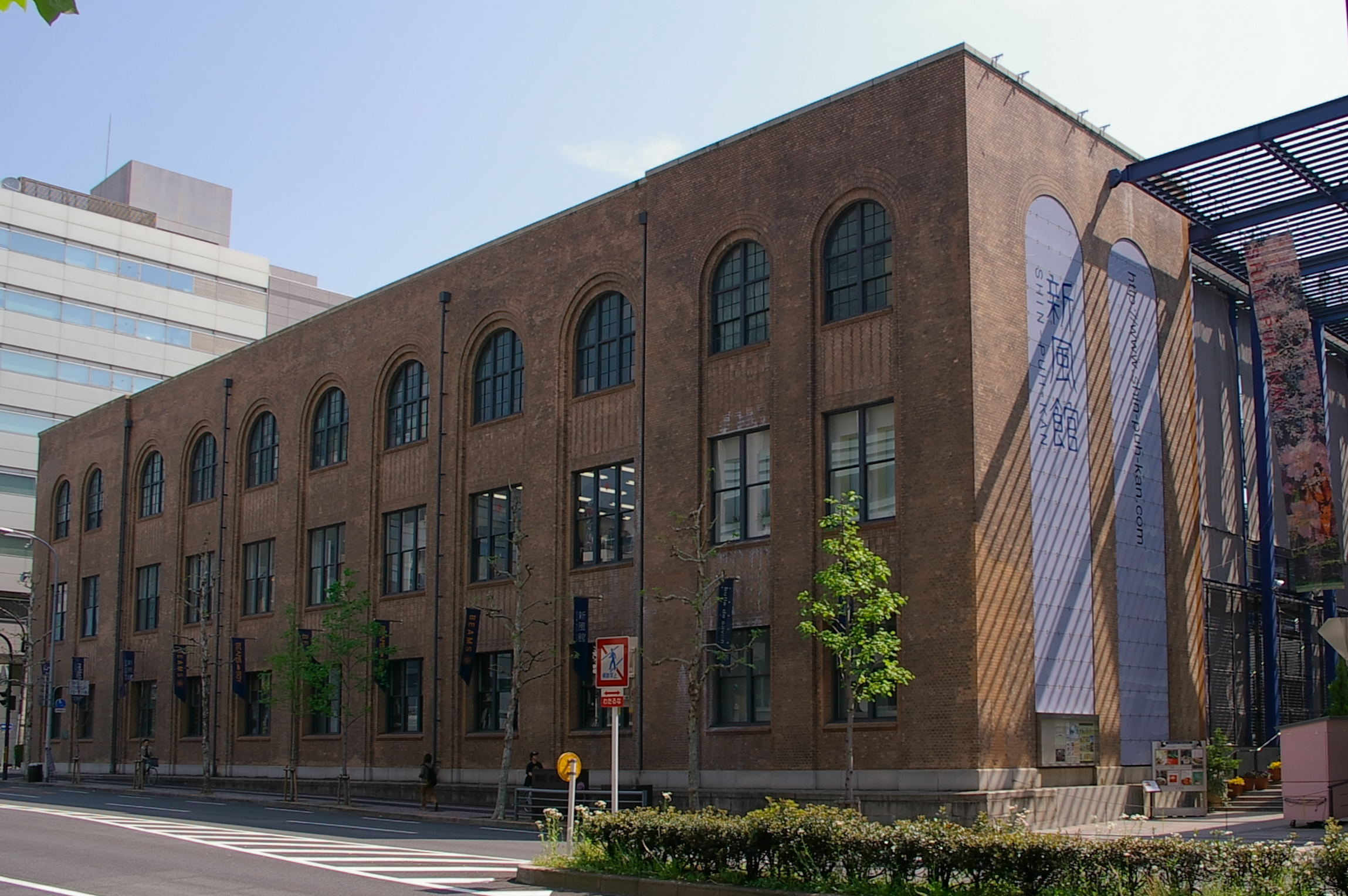
Antigua Central de Teléfono de Kioto.

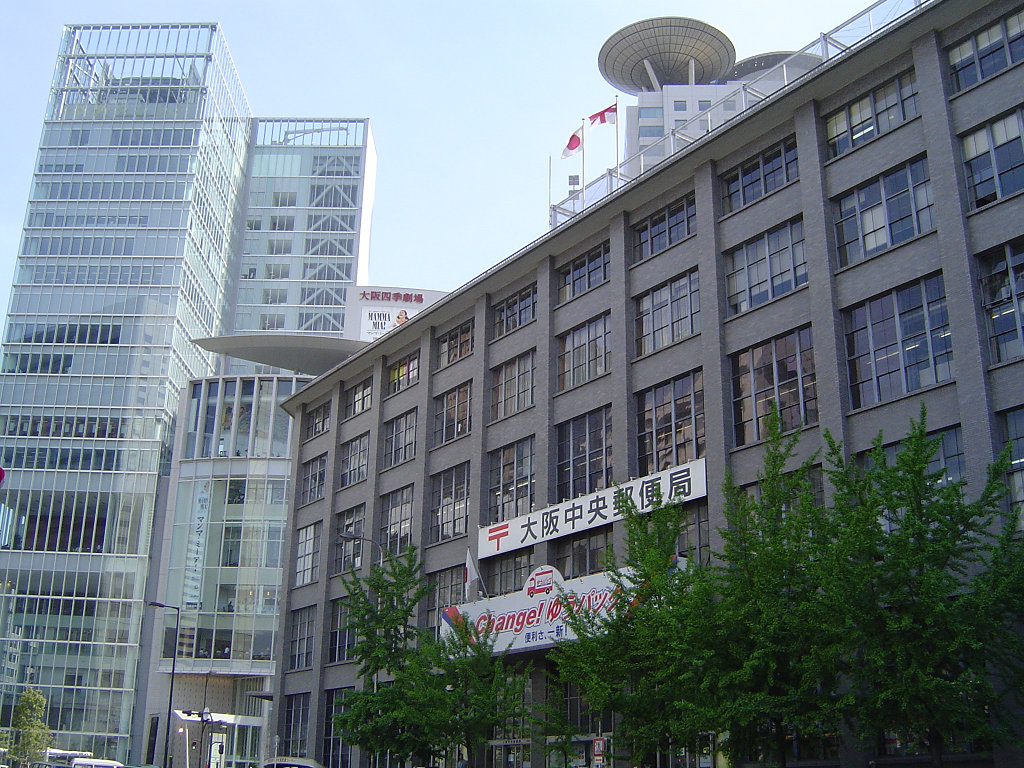
Oficina Postal Central de Osaka.

Yoshida Tetsurō (吉田鉄郎 Yoshida Tetsurō?,  18 de mayo de 1894 - 8 de septiembre de 1956) fue un arquitecto japonés. Se graduó por la Universidad de Tokio y se incorporó al Ministerio de Comunicaciones en 1919. Diseñó muchas oficinas japonesas tanto de correos como de telégrafos y relacionó edificios en Japón. Él introdujo arquitectura oriental en occidente mientras que incorporaba arquitectura occidental en sus propios diseños, incluyendo arquitectura de Escandinavia, de Alemania, y de los Estados Unidos.

## Trabajos importantes
- Antigua Central de Teléfono de Kioto, 1926
- Oficina Postal Central de Tokio, 1931
- Oficina Postal Central de Osaka, 1939